# Juan José Martin
Juan José Martin (* 11. Mai 1981 in Vitoria-Gasteiz) ist ein ehemaliger spanischer Eishockeyspieler, der den größten Teil seiner Karriere beim CH Jaca in der spanischen Superliga unter Vertrag stand.

## Karriere
Juan José Martin begann seine Karriere als Eishockeyspieler beim CH Jaca, für dessen erste Mannschaft er in der Saison 1998/99 sein Debüt in der Spanischen Superliga gab. 2001, 2003, 2004, 2005, 2010 und 2011 wurde er mit dem Klub spanischer Meister. 2001, 2002, 2003, 2006 und 2011 gewann er auch die Copa del Rey, den spanischen Landespokal. Nach dem dritten Doublegewinn verließ er die Aragonier und wechselte in seine Geburtsstadt, wo er während der Spielzeit 2011/12 für den CH Gasteiz auf dem Eis stand. Nach nur einem Jahr kehrte er nach Jaca zurück und gewann mit dem CH Jaca 2013 erneut den Pokalwettbewerb und 2015 zum Ausklang seiner Karriere seine siebte spanische Meisterschaft.

### International
Für Spanien nahm Martin im Juniorenbereich an den U18-D-Europameisterschaften 1997 und 1998 und der U18-Weltmeisterschaft der Europa-Division 2 1999 sowie den U20-D-Weltmeisterschaften 1998, 1999 und 2000 und der U20-Weltmeisterschaft der Division 3 2001 teil.
Im Seniorenbereich stand er zunächst bei der D-Weltmeisterschaft 1999 und der C-Weltmeisterschaft 2000 im spanischen Aufgebot. Nach der Umstellung auf das heutige Divisionensystem spielte er bei den Weltmeisterschaften der Division II 2001, 2002, 2003, 2004, 2005 und 2010, als den Spaniern erstmals der Aufstieg in die Division I gelang.

## Erfolge und Auszeichnungen
- 2001 Spanischer Meister und Pokalsieger mit dem CH Jaca
- 2002 Spanischer Pokalsieger mit dem CH Jaca
- 2003 Spanischer Meister und Pokalsieger mit dem CH Jaca
- 2004 Spanischer Meister mit dem CH Jaca
- 2005 Spanischer Meister mit dem CH Jaca
- 2006 Spanischer Pokalsieger mit dem CH Jaca
- 2010 Spanischer Meister mit dem CH Jaca
- 2011 Spanischer Meister und Pokalsieger mit dem CH Jaca
- 2013 Spanischer Pokalsieger mit dem CH Jaca
- 2015 Spanischer Meister mit dem CH Jaca

### International
- 1999 Aufstieg in die Europa-Division 1 bei der U18-Weltmeisterschaft der Europa-Division 2
- 2000 Aufstieg in die C-Gruppe bei der D-Weltmeisterschaft
- 2010 Aufstieg in die Division I bei der Weltmeisterschaft der Division II, Gruppe A